# Vuelo 191 de Delta Air Lines
El vuelo 191 de Delta Air Lines (DL191/DAL191) fue un vuelo nacional estadounidense entre Fort Lauderdale (Florida) y Los Ángeles, con una escala en Dallas (Texas). El 2 de agosto de 1985, el Lockheed L-1011 TriStar que operaba el vuelo se topó con microrráfagas durante su aproximación final al aeropuerto de Dallas-Fort Worth, perdiendo el control, haciendo que aplastara una camioneta que pasaba cerca del aeropuerto, matando a su único ocupante y estrellándose contra dos tanques de agua. El accidente mató a 137 personas e hirió a otros 28. La NTSB determinó que el accidente se debió a la decisión de la tripulación de volar en la tormenta, la falta de entrenamiento para hacer frente a las microrráfagas y a la falta de información del peligro debido a las cizalladuras.
El accidente fue causado por microrráfagas, un fenómeno meteorológico que consiste en densas nubes de tormenta eléctrica y vientos de cola fuertes, que para 1985 ya había cobrado víctimas en accidentes similares a éste por ser difíciles de detectar con radares meteorológicos comunes. Hoy en día este fenómeno es detectado con radares Doppler en tierra y a bordo de los aviones.

## Aeronave y tripulación de vuelo

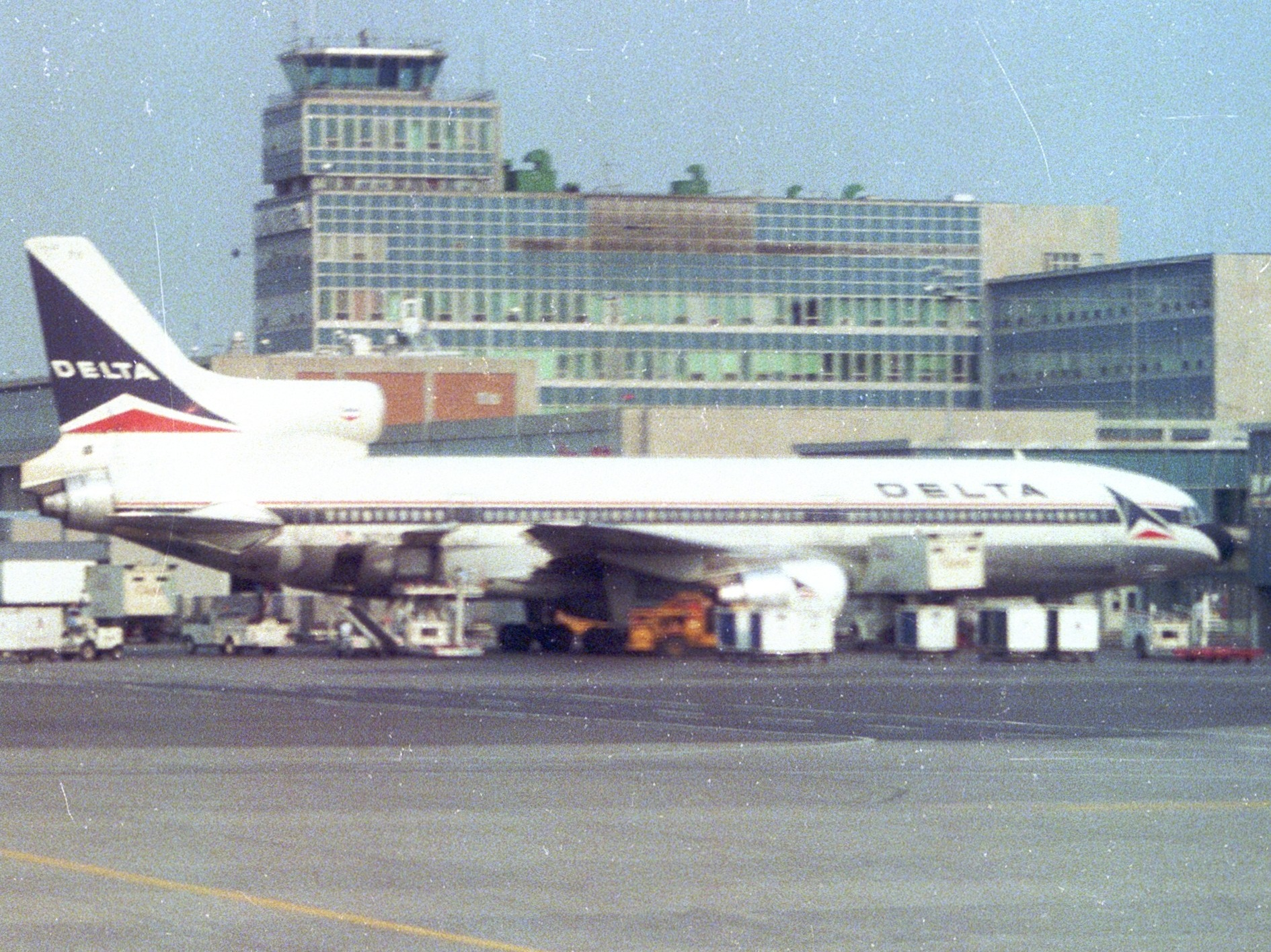
N726DA, el avión involucrado, fotografiado en julio de 1984.

El avión utilizado en el vuelo 191 fue un Lockheed L-1011 Tristar, matrícula N726DA, para entonces el avión más confiable de la flota de Delta Air Lines, este avión tenía 6 años y 6 meses de antigüedad debido a que se despachó a la aerolínea en 1979.
Al mando de este avión estaba el capitán Edward «Ted» Connors, de 57 años, quien llevaba 31 años trabajando como piloto en Delta, debido a que ingresó a la aerolínea en 1954. Fue ascendido a capitán de vuelo en el L-1011 Tristar en 1979 y había pasado sus controles en Delta. Varios tripulantes de cabina que habían trabajado con Connors antes del accidente lo describieron como un piloto meticuloso que seguía estrictamente las políticas de la aerolínea.
Para 1985 tenía registradas más de 29300 horas de vuelo, de las cuales 3000 fueron realizadas en el L-1011.
El primer oficial Rudolph «Ruddy» Price, de 42 años, fue descrito por capitanes de la aerolínea como un piloto profesional por encima del promedio oficial y poseer excelente conocimiento del L-1011. Para 1985 tenía registradas 6500 horas de vuelo, de las cuales 1200 fueron realizadas en el L-1011. 
El ingeniero de vuelo Nick Nassick, de 43 años, tenía registradas 6500 horas de vuelo para 1985, de las cuales 4500 fueron realizadas en el L-1011. Varios pilotos en Delta lo describieron como observador, alerta y profesional.
Las azafatas asignadas al vuelo 191 fueron Frances Alford, Jenny Amatulli, Freida Artz, Vicki Chavis, Diane Johnson, Alyson Lee, Joan Modzelewski y Wendy Robinson, sobreviviendo sólo Jenny Amatulli, Vicki Chavis y Wendy Robinson,

## Pasajeros
| Nacionalidad         | Total |
| -------------------- | ----- |
| Estados Unidos       | 159   |
| Argentina            | 2     |
| República Dominicana | 1     |
| Canadá               | 1     |
| Total                | 163   |

## Pasajeros notables

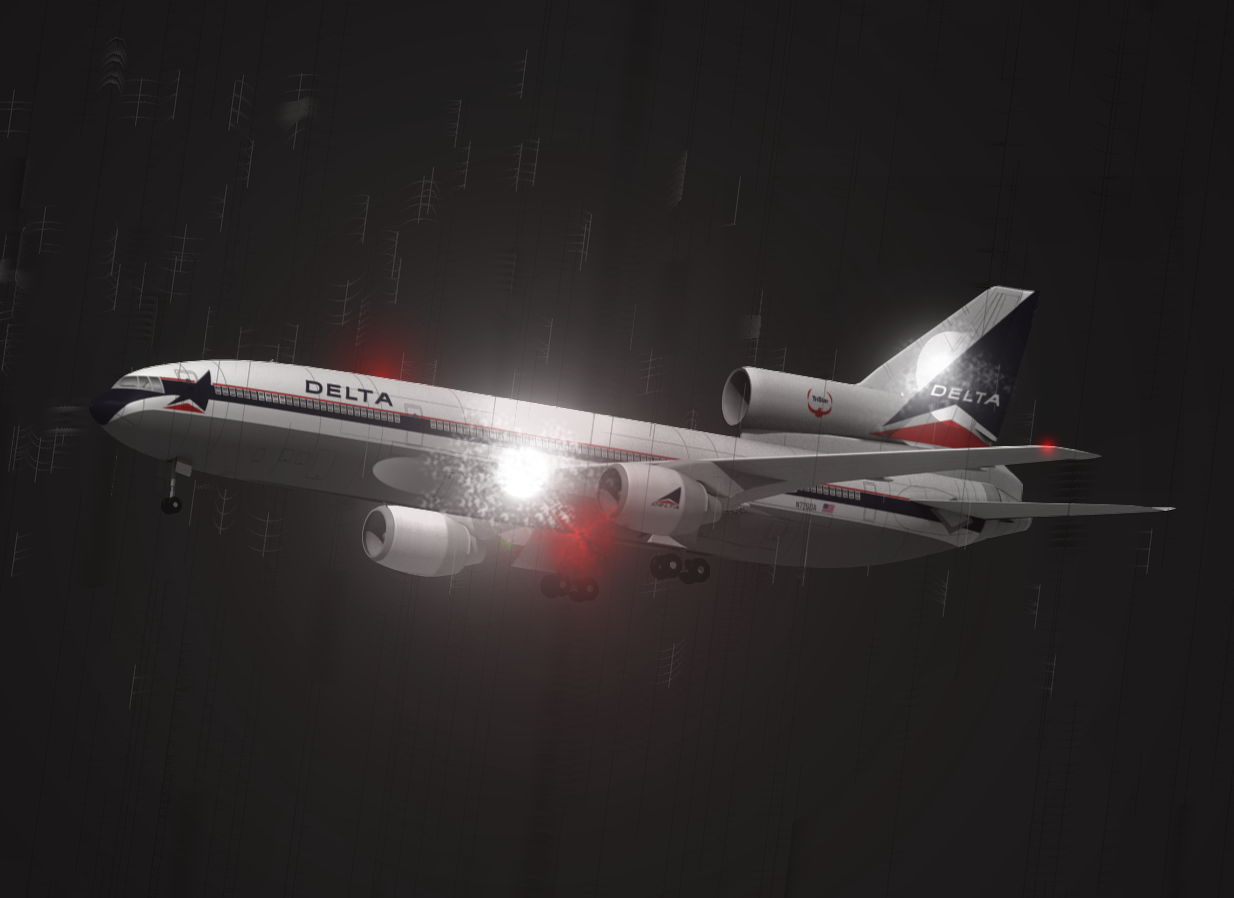
Imagen animada del avión en medio de la tormenta.

- Don Estridge, reconocido ejecutivo de IBM, viajaba con su esposa Mary Ann, dos pasantes de verano de IBM y seis empleados de IBM y sus familias.

- Jean Hancock, de 41 años de edad, hermana del famoso músico de jazz Herbie Hancock. Era técnica en computación y compositora.

## Accidente

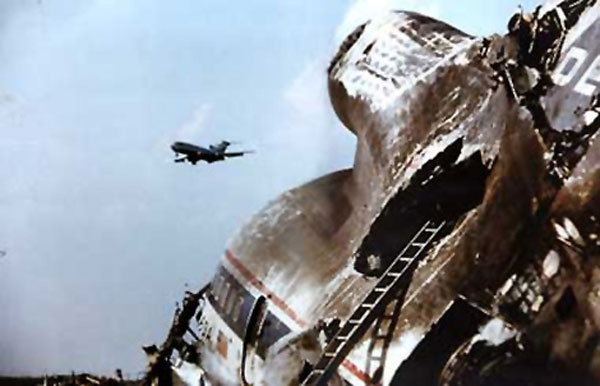
Restos del accidente.

En rojo, asientos ocupados por las personas que fallecieron.

En el trayecto al Aeropuerto Internacional de Dallas-Fort Worth, el vuelo 191 atravesó una tormenta eléctrica que se formó en Luisiana. El capitán Connors reconoció la tormenta y tomó medidas para esquivarla y prevenir turbulencias en el vuelo. El mismo problema se presentó en el Aeropuerto Internacional de Dallas-Fort Worth, donde se formó otra tormenta aislada. El capitán Connors y el primer oficial Price notaron la tormenta aislada por delante de ellos, pero decidieron atravesarla de todos modos, lo que trajo como consecuencia que el avión quedara atrapado en una microrráfaga.
A unos 460 m del suelo el primer oficial Price advierte al capitán Connors que vio rayos en la tormenta. A 240 m de altitud la velocidad del avión aceleró sin razón aparente; a pesar de que iba a aterrizar en 276 km/h, su velocidad aumentó a 320 km/h. El primer oficial Price trató de estabilizar la velocidad del avión bajando la palanca del acelerador, pero el capitán Connors reconoció el incremento de la velocidad del avión como signo de una microrráfaga, y advirtió al primer oficial Price:
«Vas a perderla de golpe ¡ahí está!».
De inmediato la velocidad del avión pasó de 320 km/h a 246 km/h; el primer oficial Price empujó hacia adelante la palanca del acelerador, aumentando así la potencia de los motores, aun así la velocidad del avión cayó a 220 km/h. En la grabadora de voz en cabina (CVR) se escucha al capitán Connors decir:
«Sostén a este hijo de perra».
Además del repentino viento de cola, el avión experimentó también un descenso de más de 9,14 m por segundo; este descenso pudo revertirse en los momentos finales del vuelo.
Como el primer oficial Price luchó por mantener el control de la aeronave a través de la rápida evolución de las condiciones atmosféricas, fue alcanzado por una ráfaga repentina de viento haciendo descender el avión a la derecha, casi a punto de tocar el suelo. Price intentó recuperar el control del avión para evitar que se estrelle contra un puesto de venta cercano a su ruta, pero los vientos de cola hicieron que el avión tocara el suelo; acto seguido levantó la nariz del avión con fuerza justo antes del impacto, cuando el capitán Connors realiza la orden TOGA (Take Off - Go Around), mientras la tasa de descenso del avión bajaba a 3,48 m / s en el descenso inicial.
El vuelo 191 primero golpeó el suelo en un campo a 1921 m al norte del final de la pista 17L del aeropuerto y volvió a volar. Mientras cruzaba la Autopista 114 de Dallas-Fort Worth, uno de los motores de las alas golpeó a un vehículo Toyota Celica, modelo 1971 al descender a la autopista, matando a su ocupante, William Mayberry. También golpeó un poste de luz de la autopista con una de las alas, incendiando el depósito de combustible de la misma; luego derrapó en la pista de aterrizaje y chocó contra un tanque de agua cercano, estallando en llamas y partiéndose por la mitad. La mayoría de los sobrevivientes se encontraba en la parte trasera del avión, todos los sobrevivientes fueron trasladados al Hospital Parkland Memorial.
Dos de los pasajeros que sobrevivieron inicialmente al accidente fallecieron al mes siguiente. En tierra, un empleado de la aerolínea que ayudó en las labores de rescate fue hospitalizado luego de sentir dolores de pecho y en un brazo.

## Investigación de la NTSB y la NASA
Después de una larga investigación, la NTSB consideró la causa del accidente como error del piloto, combinada con fenómenos meteorológicos extremos asociados con vientos de cola. También se atribuyó al accidente la falta de dispositivos para detectar microrráfagas a bordo del avión, debido a que el radar del avión no detectó las microrráfagas sino las tormentas eléctricas.
5 años después, en 1990, los investigadores de la NASA en el Centro de Investigaciones de Langley modificaron un Boeing 737-200 para hacer pruebas a bordo de este en vuelo. Se pusieron a prueba un radar meteorológico Doppler instalado en la nariz del avión, un dispositivo infrarrojo en los laterales y un dispositivo láser en el compartimiento de carga delantero; de estos dispositivos sólo el radar Doppler fue efectivo para la detección de microrráfagas. Como consecuencia este dispositivo se instaló en muchos aviones comerciales en Estados Unidos después de que la FAA ordenara que todos los aviones comerciales tuvieran sistemas de detección de microrráfagas a bordo.

## Memorial
Diez años después del accidente, los sobrevivientes y los familiares de las víctimas se reunieron en Florida con motivo del décimo aniversario del accidente. El 2 de agosto de 2010 se instaló un memorial en honor a las víctimas del accidente en Founder's Plaza, en el Aeropuerto Internacional de Dallas-Fort Worth, 25 años después.

## Similitud con otros accidentes
- El 24 de junio de 1975 el vuelo 66 de Eastern Airlines, un Boeing 727, se estrelló en su aproximación final al Aeropuerto Internacional John F. Kennedy de Nueva York. 113 personas a bordo murieron y 11 sobrevivieron. El accidente fue causado por vientos de cola fuertes producto de una tormenta eléctrica.

- El 4 de abril de 1977, el vuelo 242 de Southern Airways se estrelló en el poblado de New Hope, Georgia, luego de atravesar una tormenta de lluvia y granizo, que ocasionó como consecuencia la pérdida de los motores del avión. Al igual que el vuelo 191 de Delta Airlines, la tripulación del vuelo 242 no contaba con un dispositivo adecuado para detectar condiciones meteorológicas adversas.

- El 11 de marzo de 1983 el vuelo 007 de Avensa, un DC-9-32, se estrelló en el Aeropuerto Internacional Jacinto Lara de Barquisimeto Venezuela. Luego de toparse con una densa niebla en la pista de aterrizaje. 23 personas a bordo murieron y 27 sobrevivieron con heridas graves.

- El 1° de junio de 1999, el vuelo 1420 de American Airlines se estrelló en el Aeropuerto de Little Rock, Arkansas luego de aterrizar en condiciones meteorológicas adversas. Al igual que el vuelo 191, el MD-82 que realizaba este vuelo fue afectado por vientos cruzados al aproximarse a la pista de aterrizaje.

- El 31 de julio de 2018, el Vuelo 2431 de Aeroméxico Connect, se desplomó en el aeropuerto Guadalupe Victoria de la ciudad de Durango, México, al intentar despegar durante una tormenta. Se especula que el accidente se debió al error del piloto al tomar la decisión de despegar combinado con las condiciones meteorológicas adversas.[3]

## Filmografía
- Los eventos del vuelo 191 están recreados en la quinta temporada de Mayday: catástrofes aéreas, en el episodio titulado «Las microrráfagas» en Hispanoamérica y «Aplastado contra el suelo» en España.[4] El accidente se reexaminó en un especial de la octava temporada, titulado «Clima peligroso».[5]

- En 1989 el vuelo 191 fue dramatizado en la película para televisión Fire and rain, basada en el libro del mismo nombre, de Jerome Chandler.

- El accidente está representado en un episodio de When Weather Changed History y en Why Planes Crash, ambos del canal The Weather Channel.